# Moroni Olsen
Moroni Olsen  (n. 27 iunie, 1889, Ogden, Utah - d. 22 noiembrie 1954, Los Angeles, California) a fost un actor american.

## Filmografie
- The Three Musketeers (1935) ca  Porthos
- Annie Oakley (1935) ca Buffalo Bill
- The Witness Chair (1936)
- Mary of Scotland (1936) ca John Knox
- The Plough and the Stars (1936) ca Gen. Connally
- Adventure's End (1937)
- Snow White and the Seven Dwarfs (1937) ca vocea Oglinzii Magice
- Kentucky (1938)
- The Three Musketeers (1939) ca The Bailiff
- Code of the Secret Service (1939)
- Rose of Washington Square (1939)
- Allegheny Uprising (1939)
- Santa Fe Trail (1940) as Colonel Robert E. Lee
- One Foot in Heaven (1941)
- Dangerously They Live (1941)
- Nazi Agent (1942)
- The Glass Key (1942)
- Reunion in France (1942)
- Ship Ahoy (1942)
- We've Never Been Licked (1943)
- Air Force (1943)
- Roger Touhy, Gangster (1944)
- Pride of the Marines (1945)
- It's a Wonderful Life (1945) - vocea lui Joseph
- Mildred Pierce (1945)
- Night in Paradise (1946)
- Notorious (1946)
- Life with Father (1947)
- Call Northside 777 (1948)
- Command Decision (1948)
- Possessed (1947)
- The Fountainhead (1949)
- Father of the Bride (1950)
- Father's Little Dividend (1951)
- "Submarine Command" (1951)
- At Sword's Point (1952)
- The Long, Long Trailer (1954)